# Ferdinand Ier de Bragance
 (juin 2022).
 (juin 2022).
La mise en forme du texte ne suit pas les recommandations de Wikipédia : il faut le « wikifier ».
Les points d'amélioration suivants sont les cas les plus fréquents. Le détail des points à revoir est peut-être précisé sur la page de discussion.
- Les titres sont pré-formatés par le logiciel. Ils ne sont ni en capitales, ni en gras.
- Le texte ne doit pas être écrit en capitales (les noms de famille non plus), ni en gras, ni en italique, ni en « petit »…
- Le gras n'est utilisé que pour surligner le titre de l'article dans l'introduction, une seule fois.
- L'italique est rarement utilisé : mots en langue étrangère, titres d'œuvres, noms de bateaux, etc.
- Les citations ne sont pas en italique mais en corps de texte normal. Elles sont entourées par des guillemets français : « et ».
- Les listes à puces sont à éviter, des paragraphes rédigés étant largement préférés. Les tableaux sont à réserver à la présentation de données structurées (résultats, etc.).
- Les appels de note de bas de page (petits chiffres en exposant, introduits par l'outil «  Source ») sont à placer entre la fin de phrase et le point final[comme ça].
- Les liens internes (vers d'autres articles de Wikipédia) sont à choisir avec parcimonie. Créez des liens vers des articles approfondissant le sujet. Les termes génériques sans rapport avec le sujet sont à éviter, ainsi que les répétitions de liens vers un même terme.
- Les liens externes sont à placer uniquement dans une section « Liens externes », à la fin de l'article. Ces liens sont à choisir avec parcimonie suivant les règles définies. Si un lien sert de source à l'article, son insertion dans le texte est à faire par les notes de bas de page.
- La présentation des références doit suivre les conventions bibliographiques. Il est recommandé d'utiliser les modèles {{Ouvrage}}, {{Chapitre}}, {{Article}}, {{Lien web}} et/ou {{Bibliographie}}. Le mode d'édition visuel peut mettre en forme automatiquement les références.
- Insérer une infobox (cadre d'informations à droite) n'est pas obligatoire pour parachever la mise en page.

Pour une aide détaillée, merci de consulter Aide:Wikification.
Si vous pensez que ces points ont été résolus, vous pouvez retirer ce bandeau et améliorer la mise en forme d'un autre article.
Ferdinand de Portugal, plus tard Ferdinand Ier de Bragance, né en 1403 à Vila Viçosa et mort le 1er avril 1478 à Évora est le 2e duc de Bragance, fils cadet du premier duc Alphonse Ier de Bragance et Béatrice Pereira de Alvim. Il succède au duché à la mort de son père en 1461[réf. nécessaire].
Dans la division de l'énorme patrimoine de son grand-père, Nuno Álvares Pereira, par ses petits-enfants, il a reçu le comté d'Arraiolos. Il recevra plus tard les titres de comte de Barcelos, comte de Neiva, capitaine aux frontières du Royaume. Il a participé à l'expédition de Tanger, étant plus tard gouverneur de Ceuta à deux reprises[réf. nécessaire].
Il accompagna le roi Alphonse V de Portugal lors d'expéditions en Afrique du Nord, et avec une telle bravoure que le souverain lui fit la grâce d'élever Bragance au rang de ville. Pour cette raison, la ville de Bragance lui a érigé une statue[Quand ?][réf. nécessaire]. Il était régent du royaume en 1471, lorsque le roi de Portugal entreprit de conquérir Assilah[réf. nécessaire].

## Mariage et descendance
Le 28 décembre 1429, il épousa Jeanne de Castro, 3e Dame de Cadaval et Peral, fille de Jean de Castro, 2e seigneur de Cadaval et Peral, et sa femme Leonor de Acuña y Girón[réf. nécessaire]. De ce mariage sont nés[réf. nécessaire] :
- Ferdinand II, 3e duc de Bragance (vers 1430-1483), succède à son père à la tête de la maison de Bragance
- Jean de Bragance y Castro, 1er marquis de Montemor-o-Novo (vers 1430-1484), n'a laissé aucune descendance[réf. nécessaire]
- Alphonse de Bragance, 1er comte de Faro et 2e comte d'Odemira jure uxoris (vers 1435-1483)[réf. nécessaire]
- Alvaro de Castro, 4e seigneur de Cadaval et Peral, 1er seigneur de Tentúgal, Póvoa et Buarcos, 5e seigneur de Ferreira de Aves jure uxoris, 4e seigneur d'Arega jure uxoris et 2e seigneur de Quinta de Água de Peixes jure uxoris (vers 1440)-1504)
- Antoine de Bragance, décédé en bas âge[réf. nécessaire]
- Isabelle de Bragance, décédée dans l'enfance[réf. nécessaire]
- Béatrice de Bragance, marquise de Vila Real par son mariage avec D. Pedro de Menezes[réf. nécessaire]
- Guiomar de Bragance, comtesse de Viana (de l'Alentejo), comtesse de Viana (de Foz do Lima), comtesse de Valença et comtesse de Loulé pour son mariage avec D. Henrique de Meneses[réf. nécessaire]
- Catherine de Bragance, décédée dans l'enfance[réf. nécessaire].